# HC Brumov-Bylnice
HC Brumov-Bylnice (celým názvem: Hockey Club Brumov-Bylnice) je český klub ledního hokeje, který sídlí ve městě Brumov-Bylnice ve Zlínském kraji. Založen byl v roce 1985. Původní hokejový klub ve městě ukončil činnost v roce 1972. Svůj současný název nese od roku 2010. V roce 2014 se klub odhlásil z krajského přeboru a přihlásil svůj mužský tým do vlastní pořádané amatérské Valašské hokejové ligy (VHL). Současným prezidentem HC BBSS je Jaroslav Vaněk, který se značně přičinil ke vzniku zimního stadionu v Brumově-Bylnici. V současné době klub spoléhá na děti a dorost, kteří hrají mládežnické soutěže. Od sezóny 2018/19 působí v Jihomoravské a Zlínské krajské lize, čtvrté české nejvyšší soutěži ledního hokeje. Klubové barvy jsou červená a žlutá.
Své domácí zápasy odehrává na zimním stadionu Brumov-Bylnice s kapacitou 1 225 diváků.

## Historické názvy
Zdroj:
- 1985 – TJ MEZ Brumov (Tělovýchovná jednota Moravské elektrotechnické závody Brumov)
- 2010 – HC Brumov-Bylnice (Hockey Club Brumov-Bylnice)

## Přehled ligové účasti
Stručný přehled
Zdroj:
- 2010–2014: Jihomoravská a Zlínská krajská liga (4. ligová úroveň v České republice)
- 2014–2018: Valašská hokejová liga – sk. A (neregistrovaná soutěž v České republice)
- 2018– : Jihomoravská a Zlínská krajská liga (4. ligová úroveň v České republice)

Jednotlivé ročníky
Zdroj:
Legenda: ZČ - základní část, ZLK - Zlínský kraj, červené podbarvení - sestup, zelené podbarvení - postup, fialové podbarvení - reorganizace, změna skupiny či soutěže
| Česko (2010 – ) |                                     |                       |           |                                             |                         |
| Sezóny          | Soutěž                              | Úroveň                | ZČ        | Play-off, nadstavba, sk. o udržení...       | Poznámky                |
| 2010/11         | Jihomoravská a Zlínská krajská liga | 4. úroveň             | 7. místo  | Vítěz ZLK                                   |                         |
| 2011/12         | Jihomoravská a Zlínská krajská liga | 4. úroveň             | 3. místo  | Finále ZLK                                  |                         |
| 2012/13         | Jihomoravská a Zlínská krajská liga | 4. úroveň             | 1. místo  | Finále ZLK; odmítnutí kvalifikace o 2. ligu |                         |
| 2013/14         | Jihomoravská a Zlínská krajská liga | 4. úroveň             | 7. místo  | Vítěz ZLK                                   | Odchod ze soutěží ČSLH  |
| 2014/15         | Valašská hokejová liga – sk. A      | neregistrovaná soutěž | 1. místo  | Skupina o umístění A (3. místo)             |                         |
| 2015/16         | Valašská hokejová liga – sk. A      | neregistrovaná soutěž | 4. místo  |                                             |                         |
| 2016/17         | Valašská hokejová liga – sk. A      | neregistrovaná soutěž | 7. místo  |                                             |                         |
| 2017/18         | Valašská hokejová liga – sk. A      | neregistrovaná soutěž | 2. místo  |                                             | Přechod do soutěží ČSLH |
| 2018/19         | Jihomoravská a Zlínská krajská liga | 4. úroveň             | 11. místo |                                             |                         |
| 2019/20         | Jihomoravská a Zlínská krajská liga | 4. úroveň             |           |                                             |                         |